# Williams (Arizona)
Williams ist eine Stadt im Coconino County im US-Bundesstaat Arizona. Das U.S. Census Bureau hat bei der Volkszählung 2020 eine Einwohnerzahl von 3.202 auf einer Fläche von 113,4 km² ermittelt.
Williams wird tangiert von der historischen Route 66 und von der Interstate 40. Bei Williams fängt auch die Arizona State Route 64 an, die Richtung Grand Canyon Village zur Südseite des Grand Canyons führt. Williams besitzt viele Gaststätten und Motels. Mit dem Williams Municipal Airport hat Williams einen eigenen Flughafen. Außerdem liegt das Dogtown Reservoir in der Stadt.
Der Bahnhof Williams im Ortszentrum ist Ausgangspunkt der bei Touristen beliebten ganzjährig verkehrenden Grand Canyon Railway zum Südrand des Grand Canyons. Im Sommer werden auch dampflokbespannte Zusatzzüge eingesetzt.
Bis zum 31. Dezember 2017 fuhr vom Amtrak-Bahnhof Williams Junction aus der transkontinentale Fernverkehrszug Southwest Chief täglich in Richtung Los Angeles und Flagstaff–Albuquerque–Kansas City–Chicago. Seit dem 1. Januar 2018 müssen Fahrgäste im benachbarten Flagstaff ein-/aussteigen und mit einem Shuttlebus von/nach Williams fahren. Auslöser der Umstellung war die Einstellung eines Shuttlebuses betrieben von der Grand Canyon Railway zwischen dem Amtrak-Bahnhof Williams Junction und dem Bahnhof Williams im Ortszentrum. Der Bahnhof Williams Junction in seiner heutigen Form war/ist nicht öffentlich zugänglich und verfügt über keinerlei Infrastruktur. Der Southwest Chief passiert Williams am späten Abend bzw. frühen Morgen (Stand Januar 2019).
2013 von George Frandsen gestartet, fand 2014 das Poozeum in Williams seinen Standort. Das Museum präsentiert bei freiem Eintritt 7000 versteinerte Exkremente – Koprolithe, seit 2020 darunter den weltweit größten namens Barnum, beforscht diese und betreibt einen Souvenirshop.

## Persönlichkeiten
- Ross Hagen (1938–2011), Schauspieler und Regisseur

## Galerie

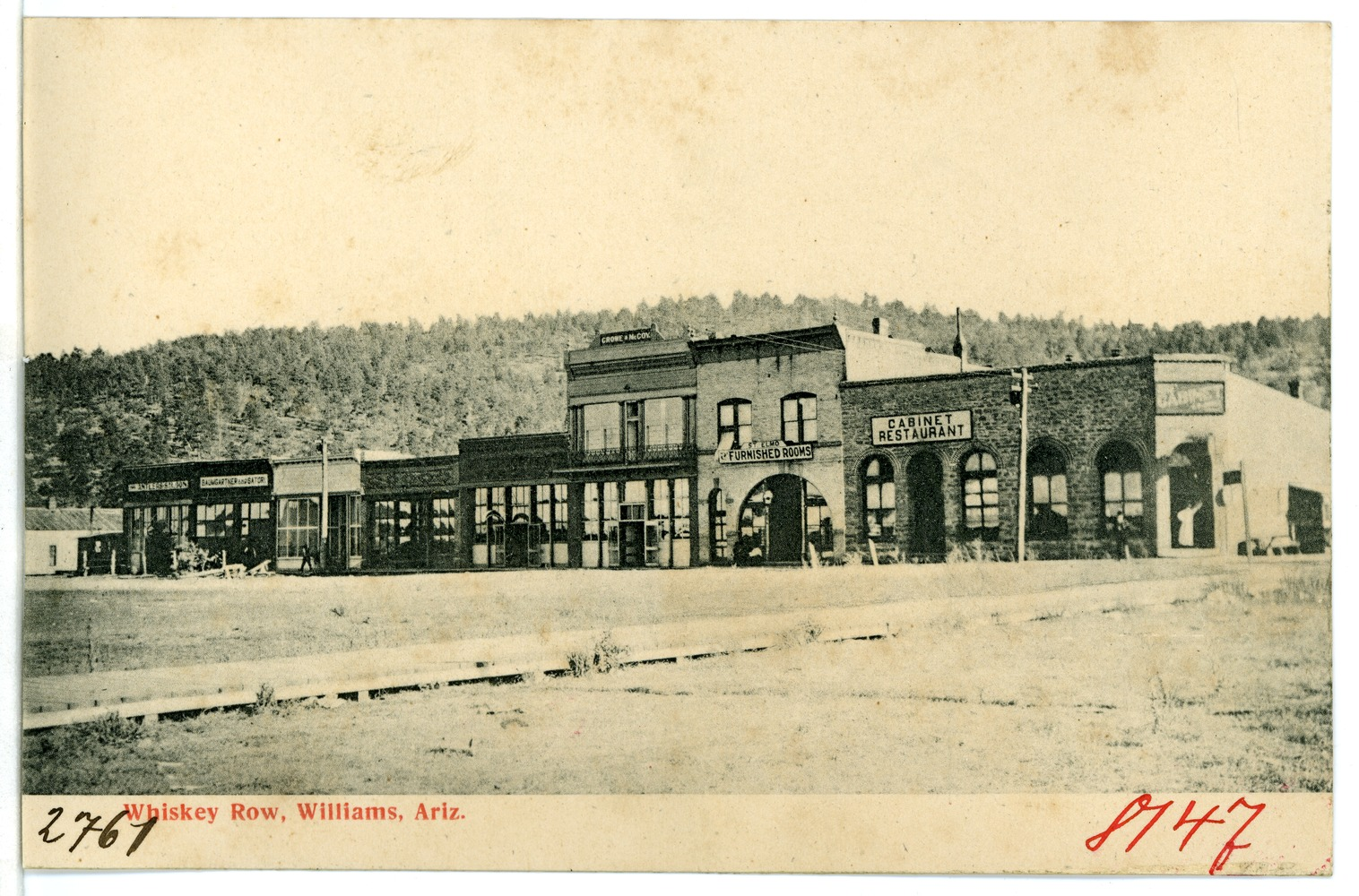
Ansicht von 1906 (heute The Red Garter)
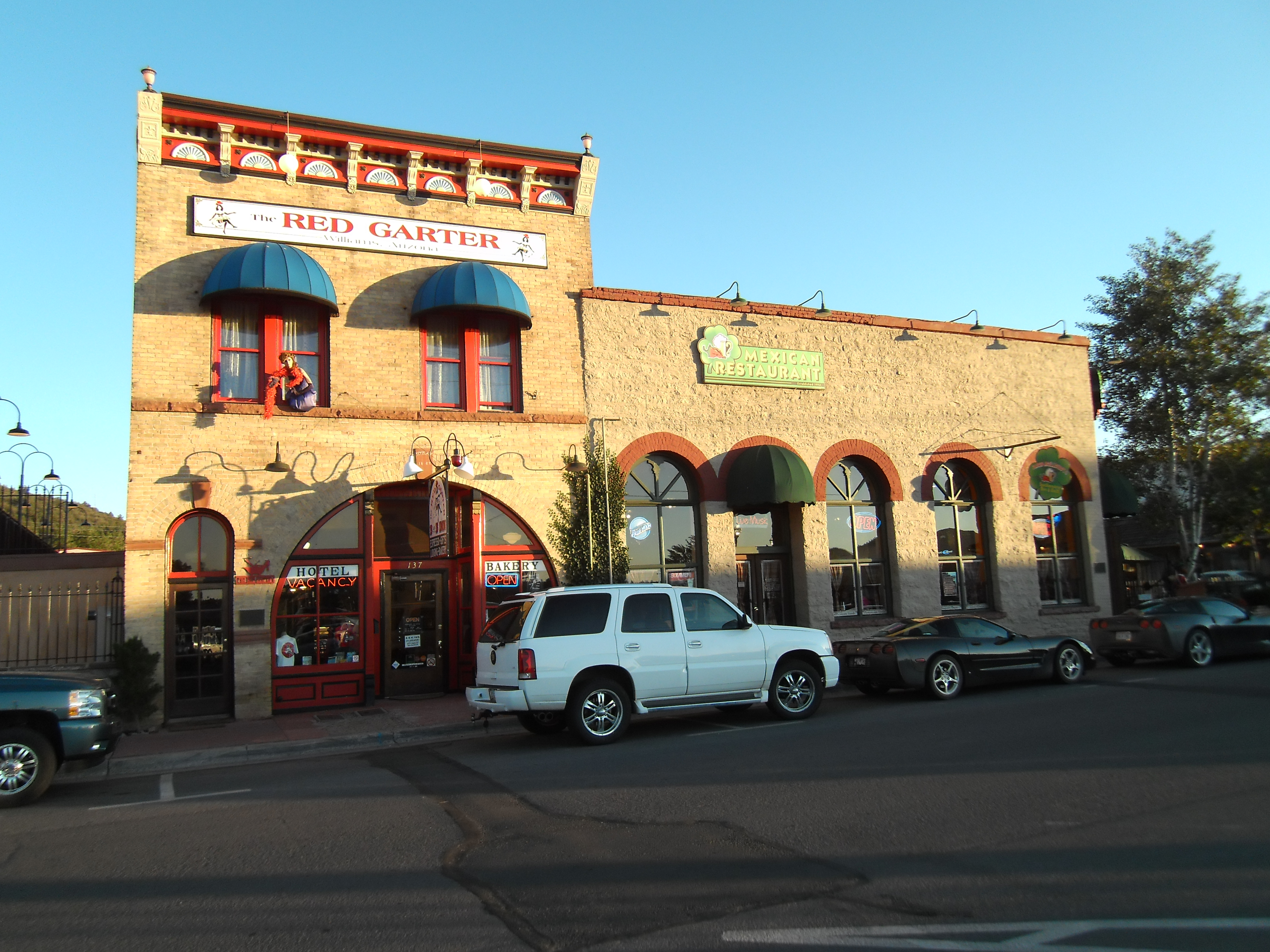
The Red Garter, historisches Hotel-Restaurant
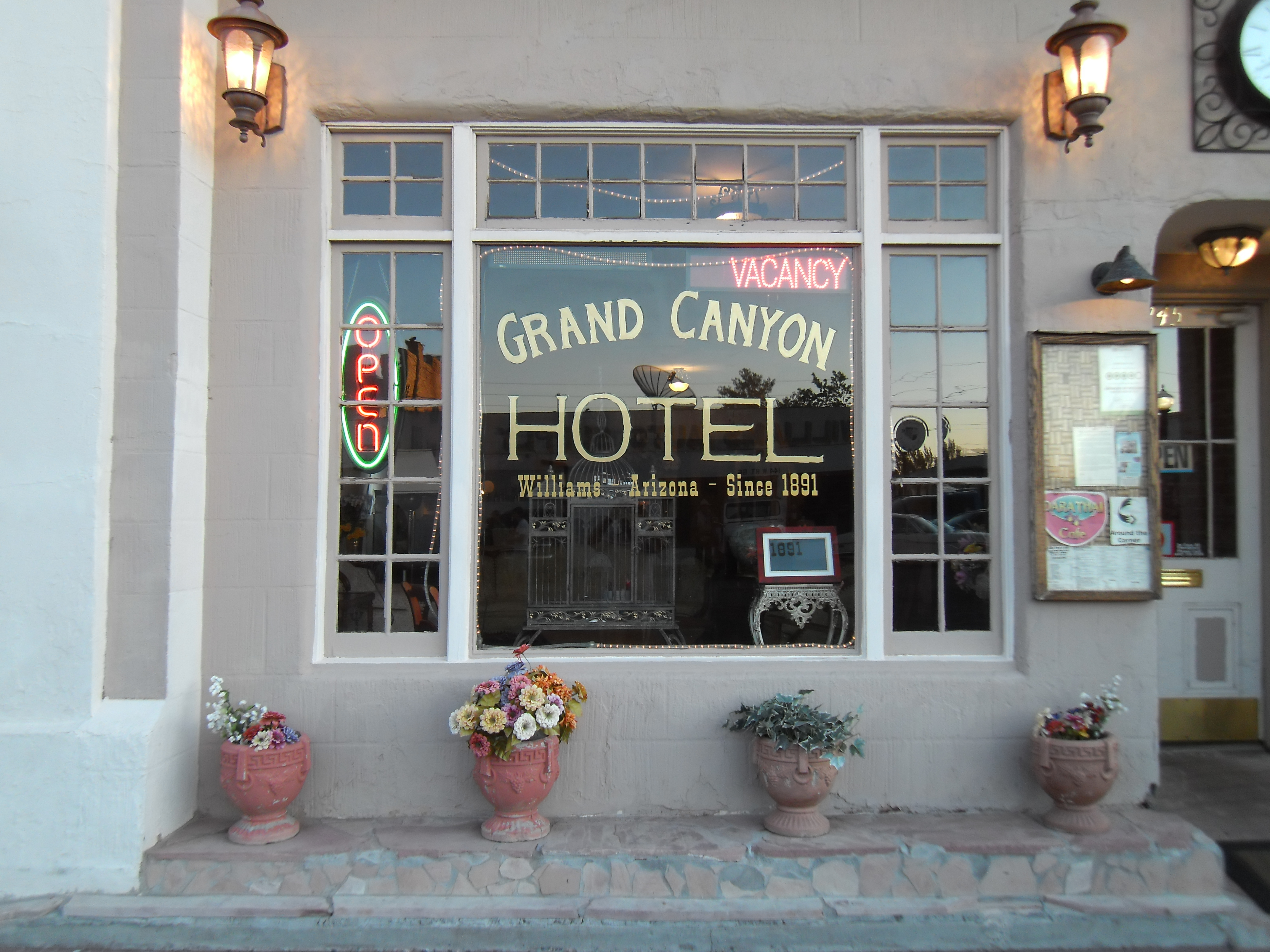
Grand Canyon Hotel, historisches Hotel von 1891
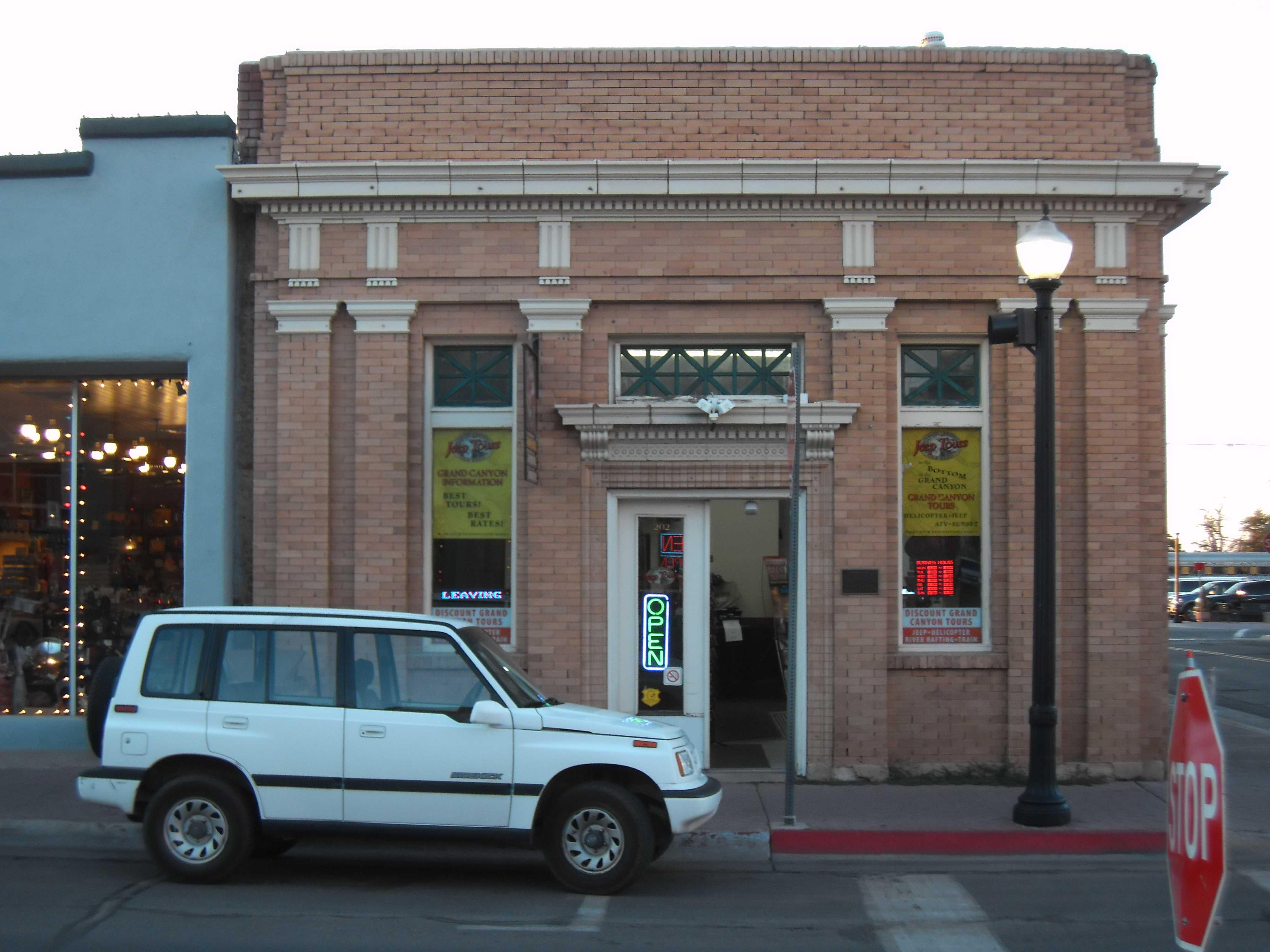
Historisches Gebäude
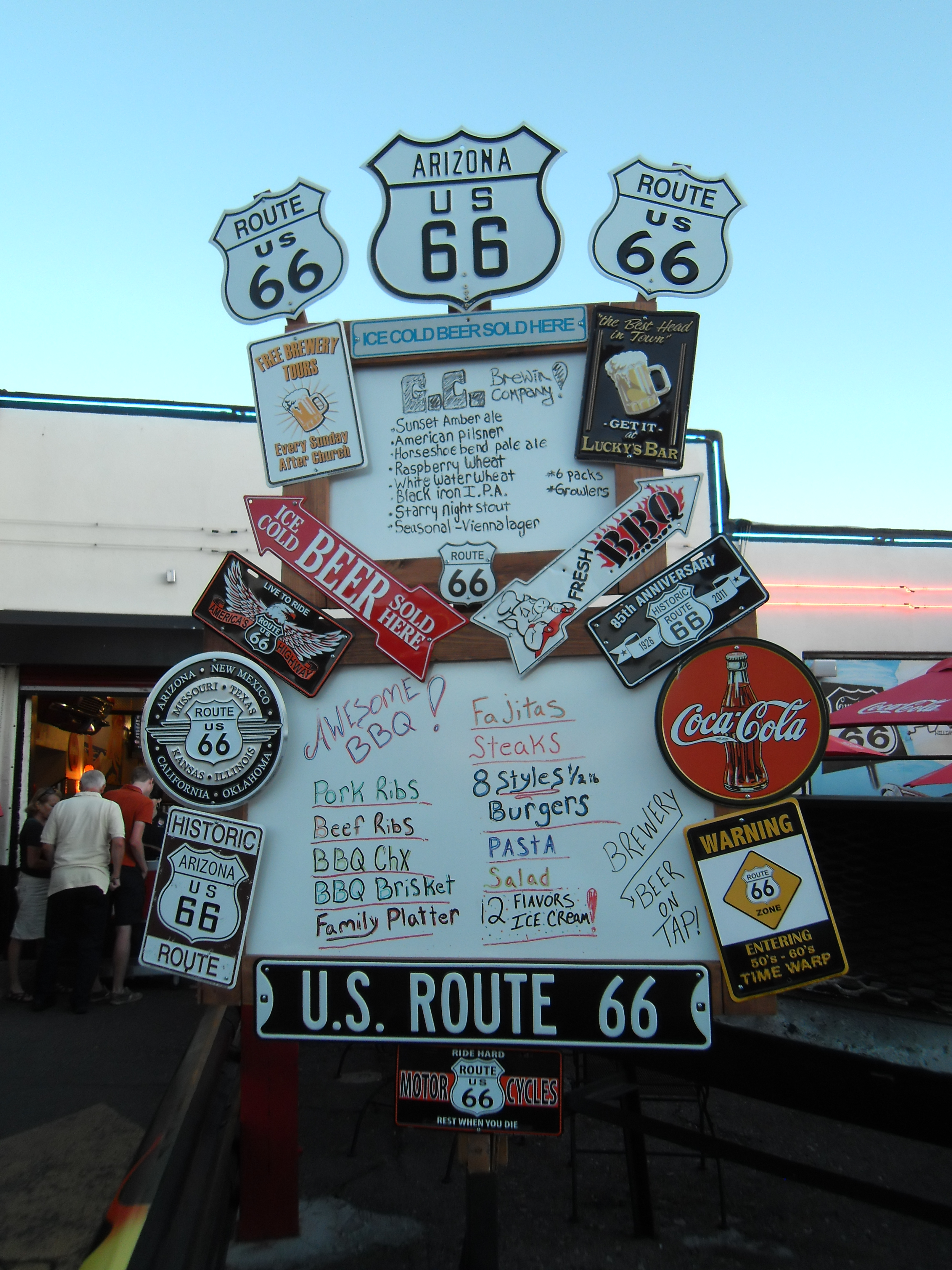
Restaurant-Straßenwerbung
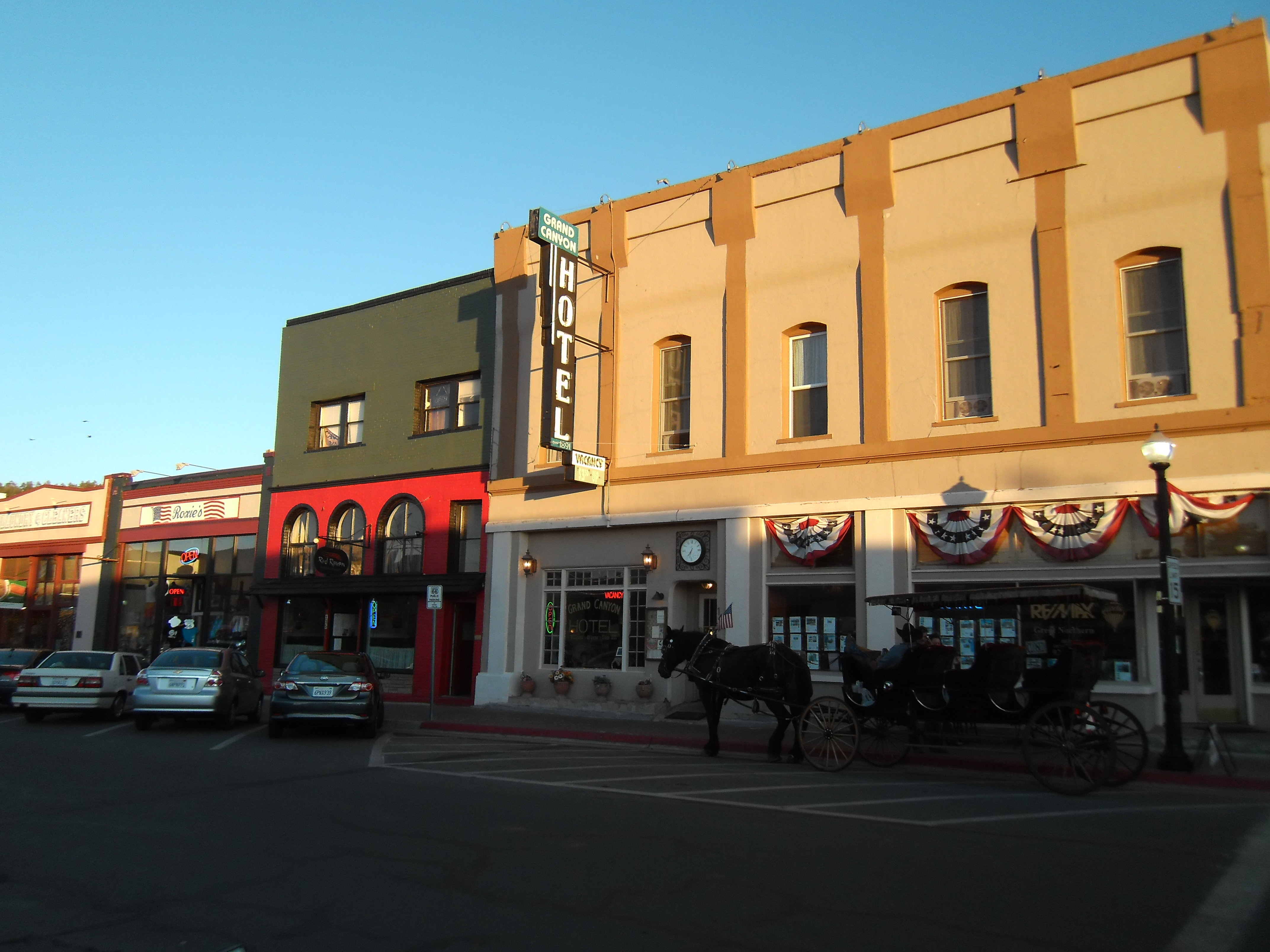
Häuserzeile im Abendlicht
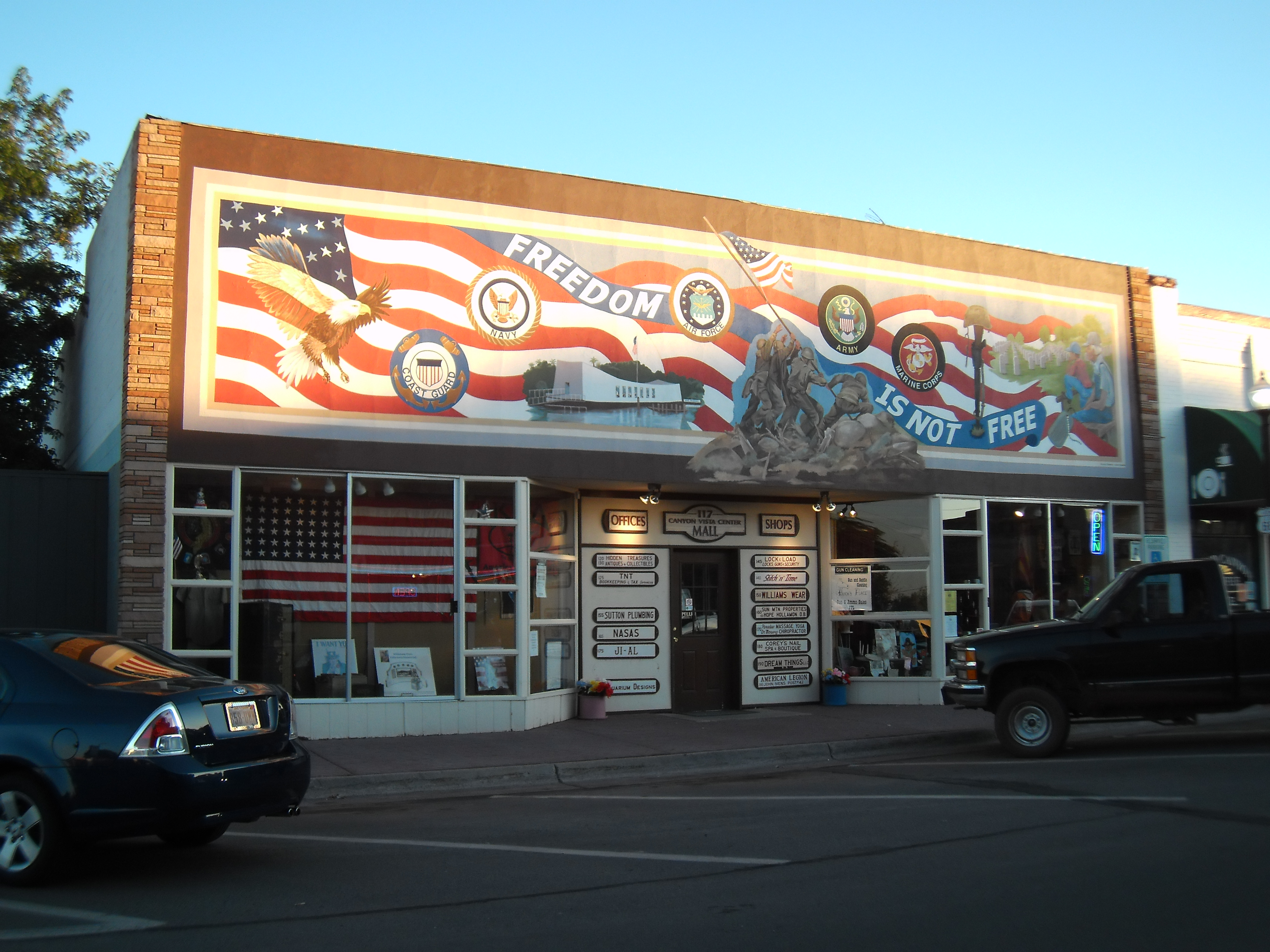
Gebäude an der Hauptstraße (Route 66)
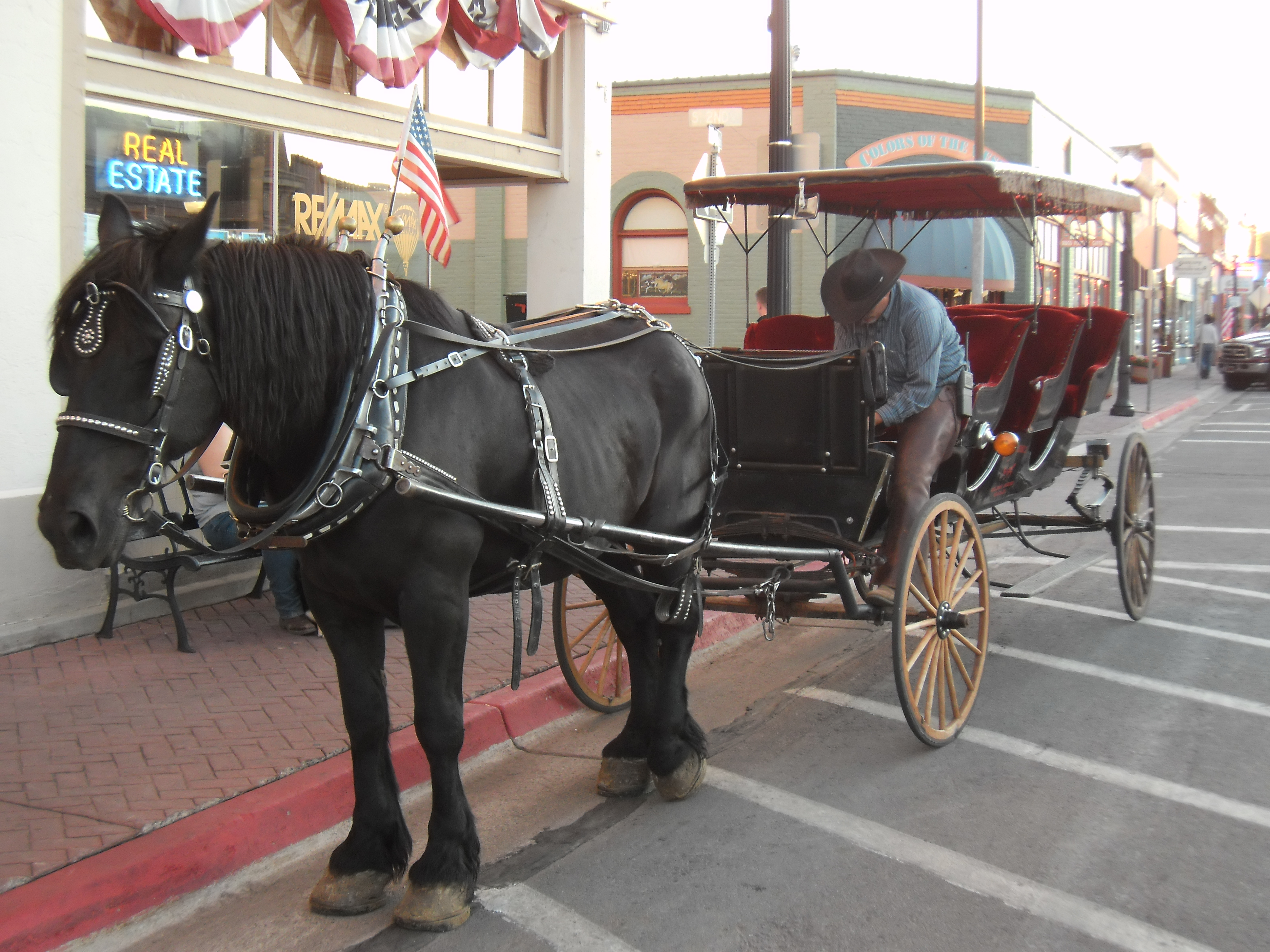
Pferdedroschken-Taxi in Williams
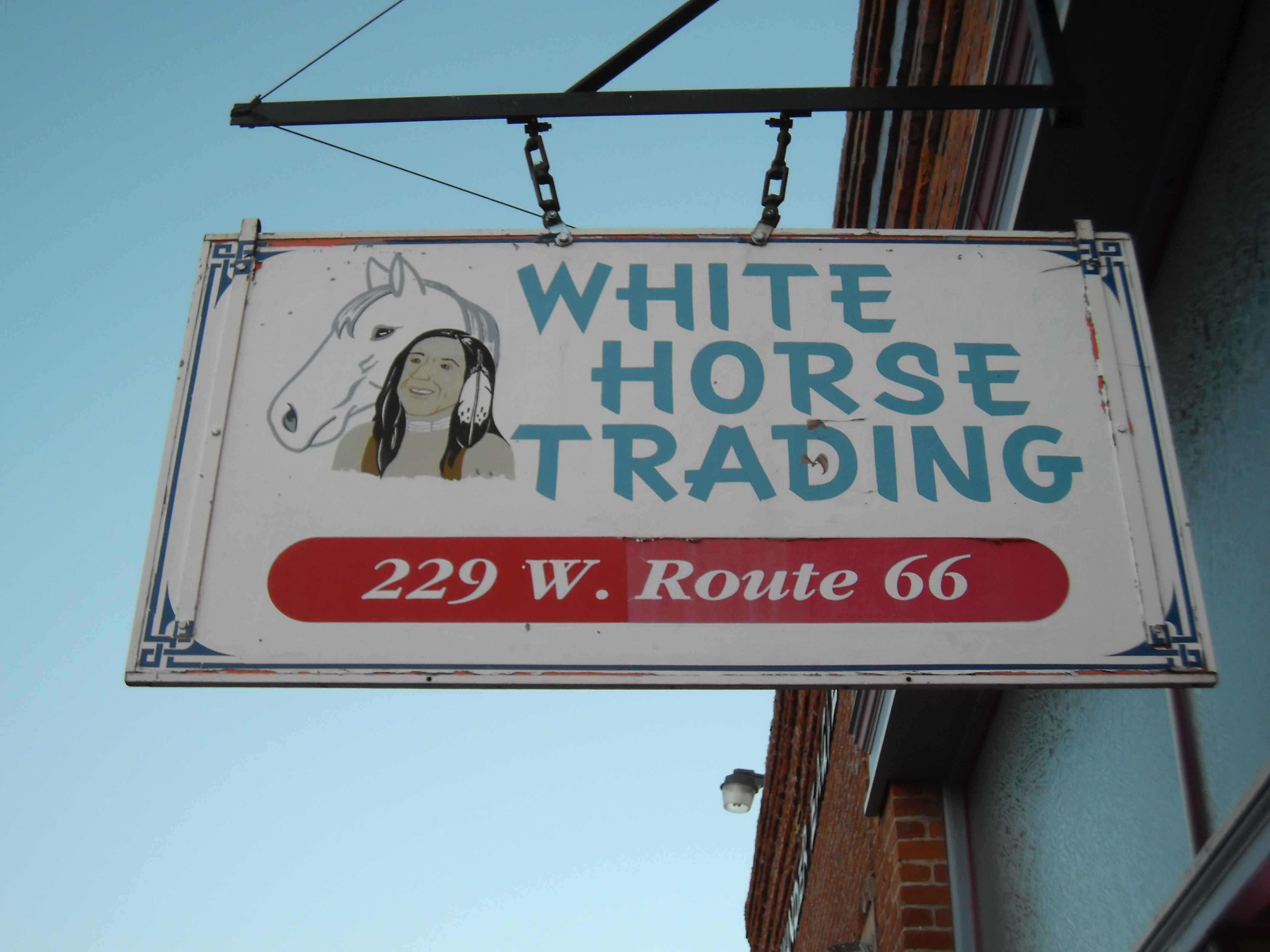
Werbung an der Hauptstraße (Route 66)